# Qiaoshi (köpinghuvudort i Kina, Hubei Sheng, lat 29,71, long 113,18)
Qiaoshi (kinesiska: 桥市, 桥市镇) är en köpinghuvudort i Kina. Den ligger i provinsen Hubei, i den centrala delen av landet, omkring 140 kilometer sydväst om provinshuvudstaden Wuhan. Antalet invånare är 45 541. Befolkningen består av 21 299 kvinnor och 24 242 män. Barn under 15 år utgör 19,0 %, vuxna 15-64 år 70 %, och äldre över 65 år 10,0 %.
Runt Qiaoshi är det mycket tätbefolkat, med 1 819 invånare per kvadratkilometer. Närmaste större samhälle är Zhuhe, 5,8 km nordväst om Qiaoshi. Trakten runt Qiaoshi består huvudsakligen av våtmarker.
Genomsnittlig årsnederbörd är 1 758 millimeter. Den regnigaste månaden är maj, med i genomsnitt 229 mm nederbörd, och den torraste är december, med 39 mm nederbörd.